# Kristina Calvert
Kristina Calvert (* 1961) ist eine deutsche Pädagogin des Philosophierens mit Kindern.

## Leben
Calvert ist promovierte Erziehungswissenschaftlerin. Sie leitet seit 2006 als Dozentin an der Universität Hamburg das Forschungsprojekt „Philosophieren mit Kindern über die lebendige Natur (PhiNa)“, das von der Körber-Stiftung unterstützt wird.
Beim Philosophieren über naturwissenschaftliche Themen wird Kindern die Gelegenheit geboten, die Grenzen zwischen Philosophie und Biologie, zwischen Glauben und naturwissenschaftlichen Erkenntnissen sowie zwischen mechanistischen und metaphysischen Erklärungen der Welt zu überschreiten.
Ihr Buch Wolkenbilder + Möwendreck wurde von der Deutschen Akademie für Kinder- und Jugendliteratur als Buch des Monats Mai 2011 ausgezeichnet.
Calvert hat Zwillingsmädchen und lebt in Hamburg.

## Schriften (Auswahl)
- PhiNa : Philosophieren mit Kindern über die Natur ; Handbuch. Baltmannsweiler : Schneider-Verl. Hohengehren, 2012
- Wolkenbilder + Möwendreck : 16 Geschichten und 16 Bilder zum Philosophieren mit Kindern. Illustrationen: Sabine Dittmer, Baar : aracari, 2011.
- Kreatives Philosophieren mit Kindern : Angst und Mut, Vorwort: Gareth B Matthews, Seelze : Kallmeyer, 2008.
- Philosophieren mit Fabeln über Freundschaft. Illustrationen: Charles Calvert, Heinsberg : Dieck, 2005
- Können Steine glücklich sein?. Philosophieren mit Kindern. Rowohlt, Reinbek 2004, ISBN 3499212668
- Ästhetische Dimensionen von Hypertexten beim Philosophieren mit Kindern – In: Mediendidaktische Forschung und medienübergreifendes Lernen im (Deutsch)-Unterricht. Hrsg. v. Jochen Bauer, Kristina Calvert und Bodo Lecke. München 2003
- Philosophieren mit Fabeln. Illustrationen: Charles Calvert, Heinsberg : Dieck, 2001
- Mit Metaphern philosophieren : sprachlich-präsentative Symbole beim Philosophieren mit Kindern in der Grundschule. München : KoPäd-Verl., 2000. Hamburg, Univ., Diss., 2000